# Однораленко Олександр Анатолійович
Олекса́ндр Анато́лійович Однораленко (* 5 травня 1970, Холодна Балка (Макіївка)) — машиніст гірничих виїмкових машин відокремленого підрозділу «Шахта „Холодна Балка“» державного підприємства «Макіїввугілля» (Донецька область), Герой України (позбавлений звання), проросійський сепаратист, поплічник терористів "ДНР".

## Нагороди
Позбавлений усіх державних нагород відповідно до Указу президента України №38/2025 Про рішення Ради національної безпеки і оборони України від 19 січня 2025 року «Про застосування та скасування персональних спеціальних економічних та інших обмежувальних заходів (санкцій)»